# Condé-sur-l’Escaut
Condé-sur-l’Escaut [kɔ̃de syʁ lɛsko] (niederländisch Konde) ist eine französische Stadt mit 9297 Einwohnern (Stand 1. Januar 2022) im Département Nord in der Region Hauts-de-France. Sir gehört zum Arrondissement Valenciennes und zum Kanton Marly.

## Geografie
Condé-sur-l’Escaut liegt sieben Kilometer nördlich von Valenciennes und fünf Kilometer von der Grenze zu Belgien entfernt. Ursprünglich lag die Stadt an der Mündung der Haine in die Schelde (französisch: Escaut), die sich südlich der heutigen Schleuse befand. Seit ihrer Begradigung verlaufen die beiden Flüsse jedoch abseits des Zentrums. Dicht an der Innenstadt liegt der Hafen an einem 1982 stillgelegten Abschnitt des 1818 in Betrieb genommenen Schifffahrtskanals Canal de Mons à Condé.

## Name
Der Ortsname leitet sich vom keltischen Wort Condat(e) (Zusammenfluss) ab. In Condé mündete die – heutzutage umgeleitete – Haine in den Escaut. In der gallo-romanischen Zeit hieß der Ort Condatum, im 14. Jahrhundert dann Conde und später Condé.
Im Zuge der Französischen Revolution wurde Condé in „Nord Libre“ umbenannt, am 8. Oktober 1810 erhielt die Stadt ihren alten Namen zurück. Da in Frankreich zahlreiche Orte desselben Namens existierten, wurde 1887 der Zusatz „-sur-l’Escaut“ (dt.: an der Schelde) angefügt.

## Geschichte

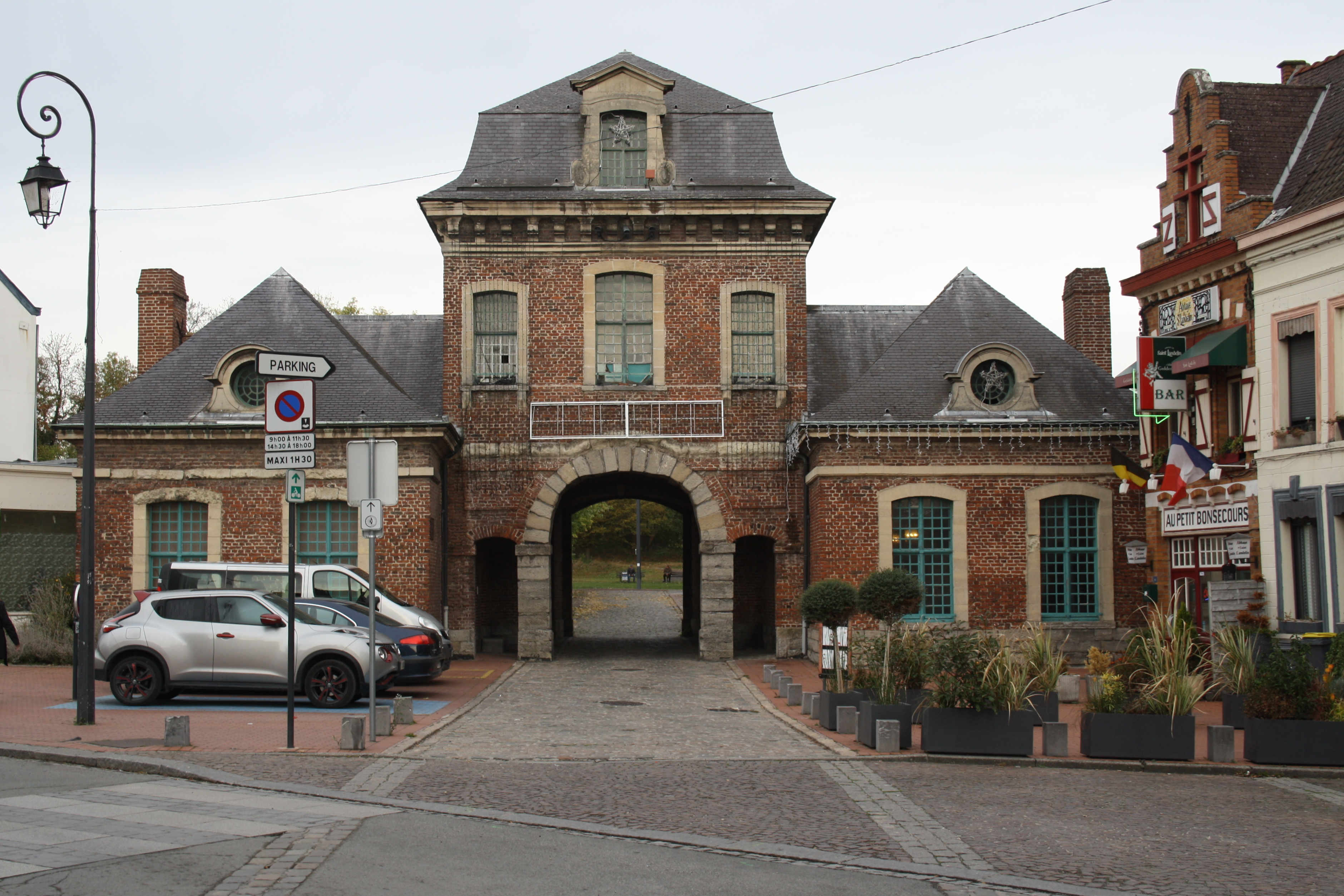
Stadttor Porte Vautourneux von Vauban aus dem 17. Jahrhundert

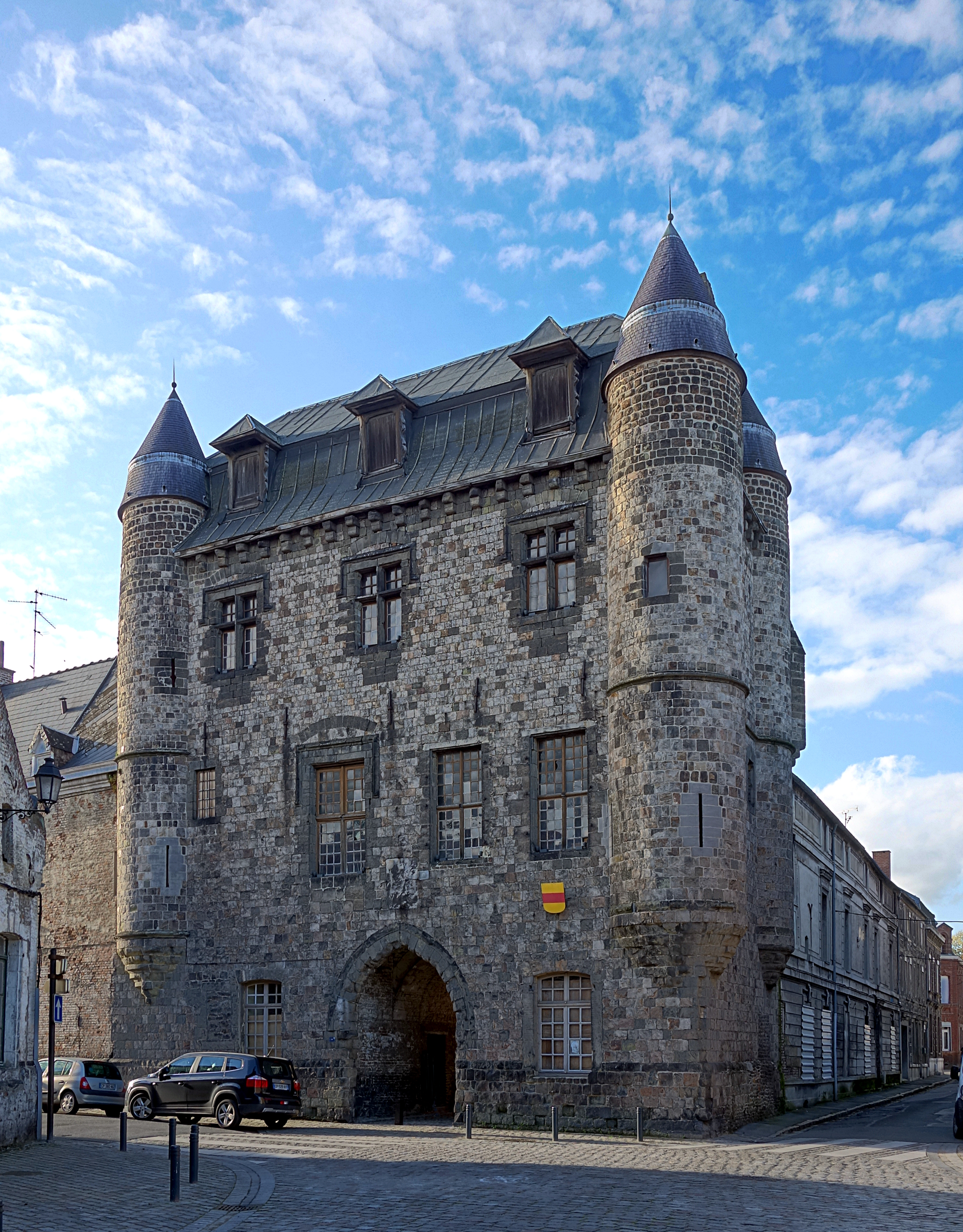
Château de Bailleul (1411)

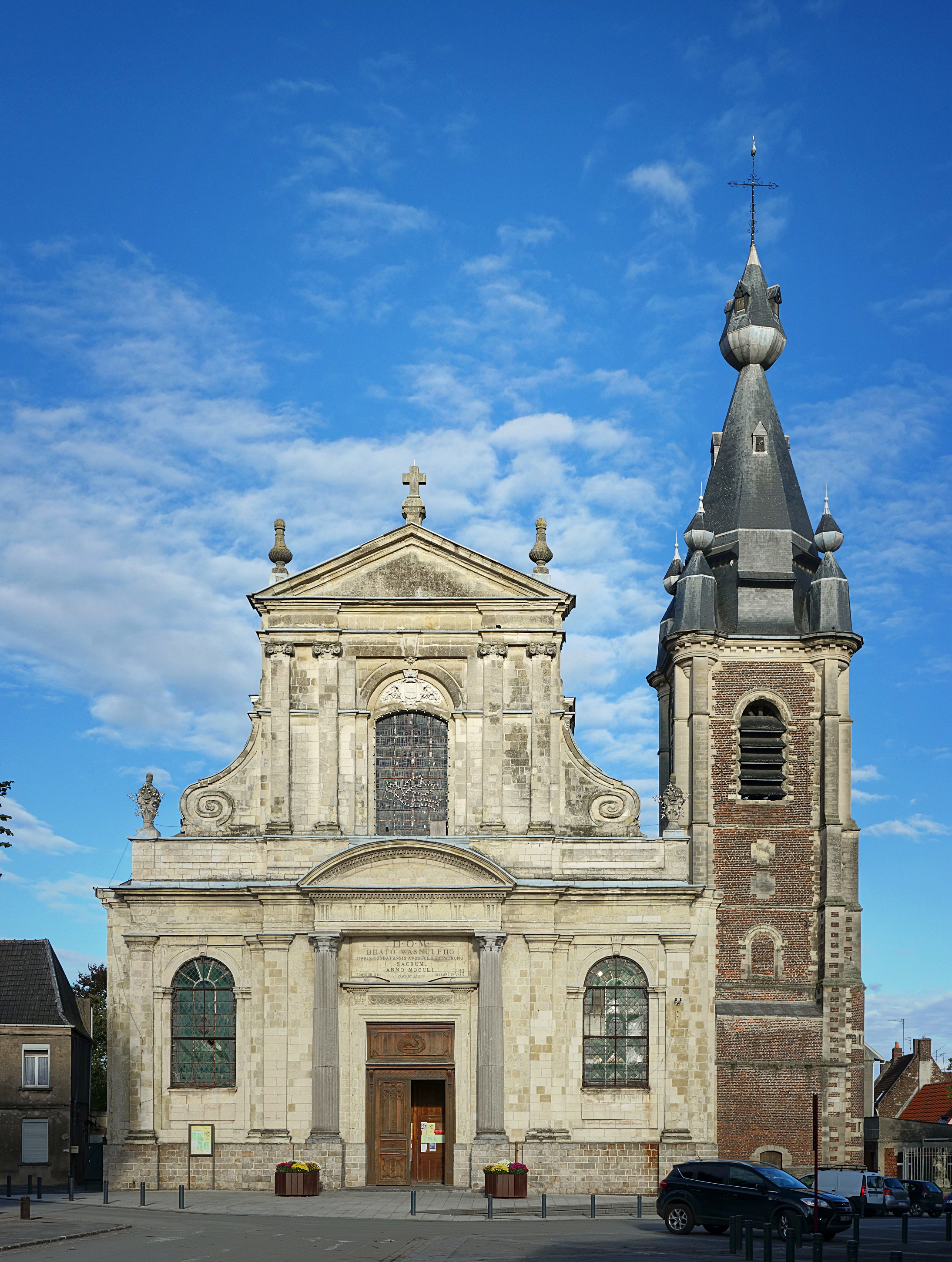
Kirche Saint-Wasnon

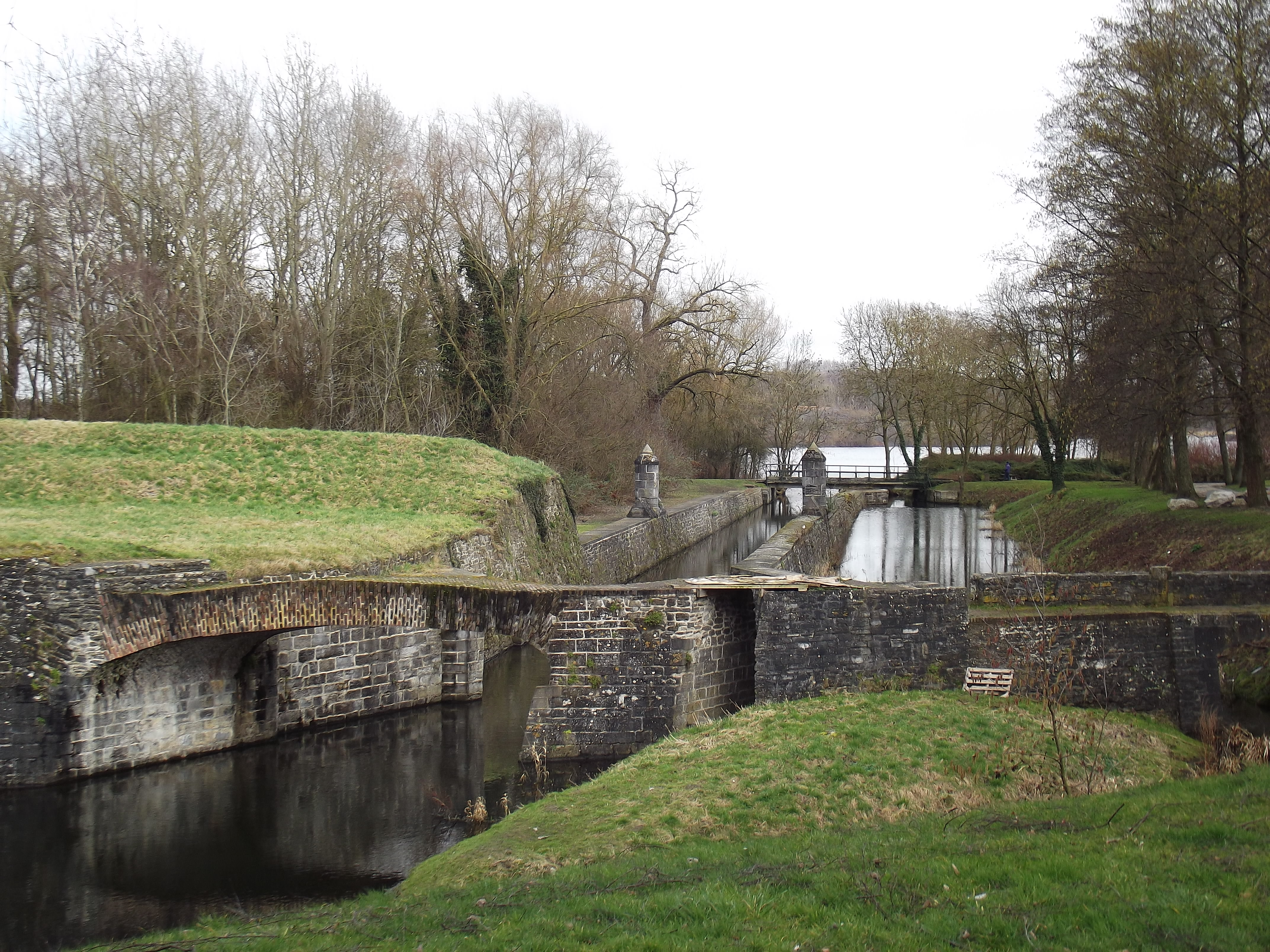
Relikte der Festungsanlagen

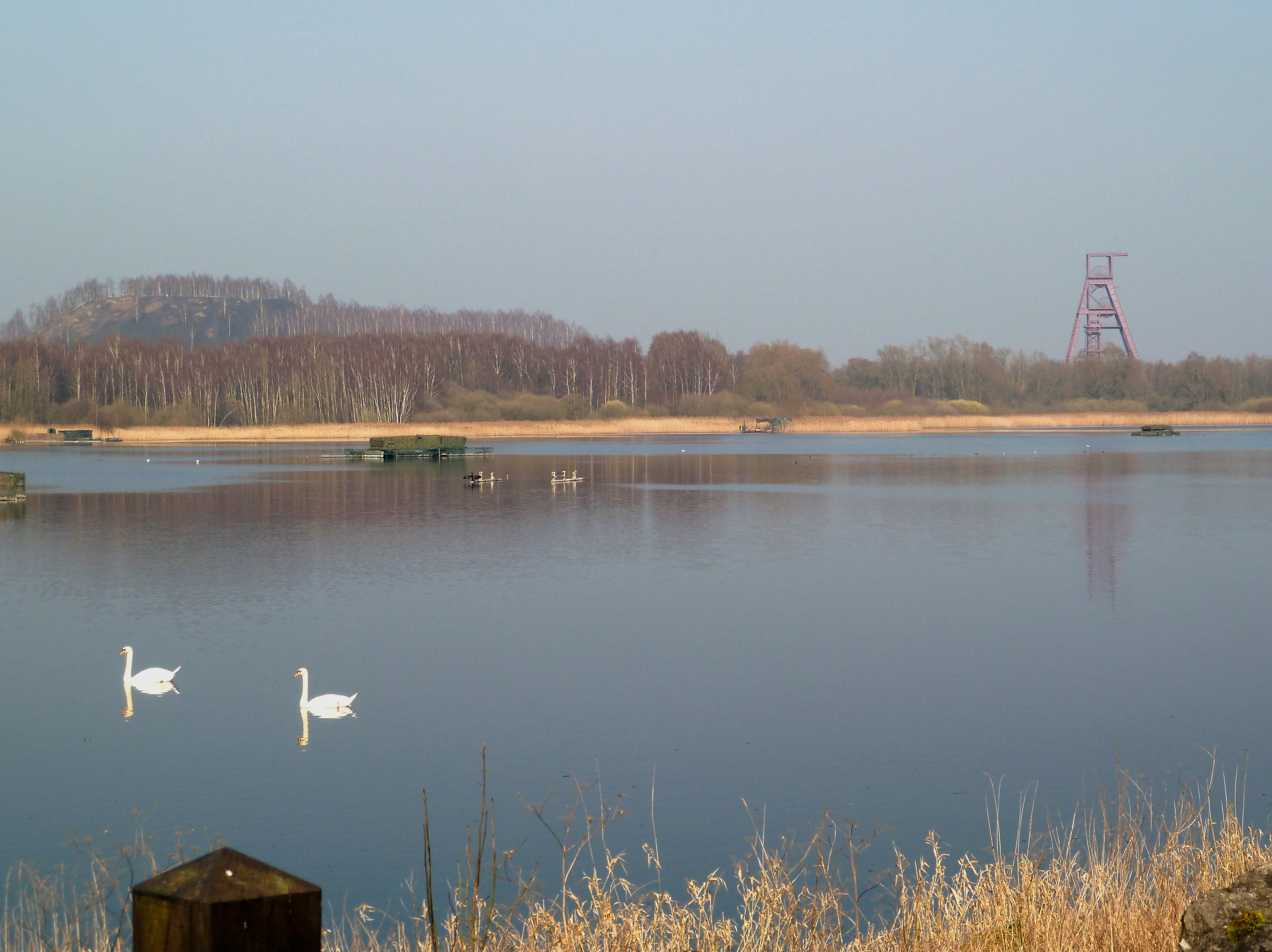
Verbliebener Förderturm des Bergwerks Ledoux, im Vordergrund der durch Bergsenkungen entstandene Étang Chabaud Latour

Um das Jahr 46 v. Chr. sollen die Nervier, die sich dem Eroberungsfeldzug Gaius Iulius Caesars widersetzten, in Condé eine Burg angelegt haben. Gegen 633 baute der schottische Priester Wasnon in Condé eine Kirche. Erstmals urkundlich erwähnt wurde der Ort 870 im Vertrag von Meerssen.
Nachdem die Wikinger die Gegend verwüstet hatten, errichteten sie 882 in Condé ihr befestigtes Winterquartier. Vom Grafen von Mons vertrieben, eroberten sie den Ort noch ein zweites Mal, mussten sich letztlich aber geschlagen geben. Condé gehörte fortan zur Grafschaft Mons.
Um 1020 war der Ort auf zwei Grundherrschaften aufgeteilt, die der adeligen Familien Condé-Bailleul-Moriamez und Oisy-Avesnes. Erst 1531 wurden sie durch Wilhelm von Roggendorf vereinigt.
Ab 1171 herrschte Jakob I. aus dem Adelsgeschlecht Avesnes über Condé. 1174 ließ er den Bischof von Cambrai ermorden. Daraufhin zerstörte Balduin V., Graf von Hennegau, im selben Jahr Condé und ließ Jakobs Burg schleifen. Nach dem Friedensschluss wurde der Donjon prachtvoller als zuvor wiederaufgebaut. 1326 wurde der gesamte Adel des Landes zu einem großen Turnier nach Condé geladen.
1339 erhoben sich die Flamen gegen ihren Herrscher Ludwig I. und verschanzten sich in Condé. Der französische König Ludwig XI. versuchte 1477 zunächst vergeblich, Condé einzunehmen. Im Jahr darauf belagerte er die Stadt erneut, die nach heftigem Widerstand am 27. April fiel. Nach der Ankunft des Erzherzogs Maximilians I. steckten die Franzosen die wichtigsten Gebäude (außer der Kirche) in Brand und gaben Condé nach einem Monat wieder auf.
Karl V. veranlasste 1528 den Bau von Flankierungstürmen für die Artillerie. Sie hinderten die Hugenotten 1580 nicht daran, in den Ort einzudringen und die Kirche zu plündern.
Am 25. August 1649 eroberte der Graf von Harcourt den Ort, gab ihn aber aus Sorge, ihn den Winter über nicht halten zu können, gleich darauf wieder auf. In jenem Jahr eroberten die Spanier Condé. 1655 nahmen die Franzosen unter Henri de Turenne Condé ein, das zwölf Monate später von Louis II. de Bourbon, dem dritten Prince de Condé, rückerobert wurde. Ab 1660 verstärkten die Spanier die Stadtmauer und errichteten eine Bastion. Am 6. April 1676, kurz vor der Vollendung der Befestigungsanlagen, geriet die Stadt nach der Belagerung und Einnahme durch 40.000 Soldaten endgültig unter französische Herrschaft. Der Vertrag von Nimwegen sicherte Ludwig XIV. am 10. August 1678 seinen neuen Besitz. Man errichtete Kasernen, die Wehrmauern wurden vervollständigt. Baumeister der Wehranlagen wurde Sébastien Le Prestre de Vauban, der auch ein System perfektionierte, zur Verteidigung der Stadt deren Umfeld weitgehend unter Wasser zu setzen.
Zwischen 1751 und 1755 entstand an der Stelle der alten Pfarrkirche die Kirche Saint-Wasnon. Auftraggeber war Emmanuel von Croÿ, Architekt Pierre Contant d’Ivry, der später auch die Kirche La Madeleine in Paris entwarf.
1793 wurde Condé von britisch-österreichischen Truppen, den Gegnern der Französischen Revolution, drei Monate lang belagert und schließlich eingenommen. Erst am 30. August 1794 konnte die Stadt durch Barthélemy Louis Joseph Schérer zurückerobert werden. Dank des Chappe’schen Télégrafensystems gelangte diese Nachricht rasch nach Paris.
Im 19. Jahrhundert wurden noch einige Kasernen und Verteidigungsanlagen gebaut, die Garnison letztlich aber verkleinert. 1901 verlor Condé seinen Status als Garnisonsstandort.
Condé liegt in einem Steinkohlenrevier, das sich von Belgien bis Valenciennes erstreckt. Durch Bruchbau kam es in dem Gebiet zu Bergsenkungen, in der Folge entstand z. B. der See Étang Chabaud Latour. Nordöstlich der Stadt wurde 1901 ein erster Schacht der Grube Ledoux abgeteuft, die Förderung dort Ende 1988 wieder eingestellt. Als Denkmal ist einer der Fördertürme erhalten.
Um den Bau von Industrieanlagen zu erleichtern, wurde 1923 ein Teil der Befestigungen abgerissen. Nach der Besetzung durch die deutsche Wehrmacht im Zweiten Weltkrieg befreite die 5. US-Panzerdivision am 2. September 1944 die Stadt.

### Bevölkerungsentwicklung
| Jahr                       | 1962   | 1968   | 1975   | 1982   | 1990   | 1999   | 2008 | 2020 |
| Einwohner                  | 13.148 | 13.607 | 13.994 | 13.671 | 11.289 | 10.527 | 9744 | 9445 |
| Quellen: Cassini und INSEE |        |        |        |        |        |        |      |      |

## Sehenswürdigkeiten
- Belfried aus dem Jahr 1789 (Vorgängerbau aus dem 13. Jahrhundert)
- Schloss Château de Bailleul
- Festungsanlagen von Vauban aus dem 17. Jahrhundert
- Mairie (Rathaus) aus dem Jahr 1774
- Kirche Saint-Wasnon von 1751 – der Kirchturm stammt aus den Jahren 1607 bis 1621

## Verkehr

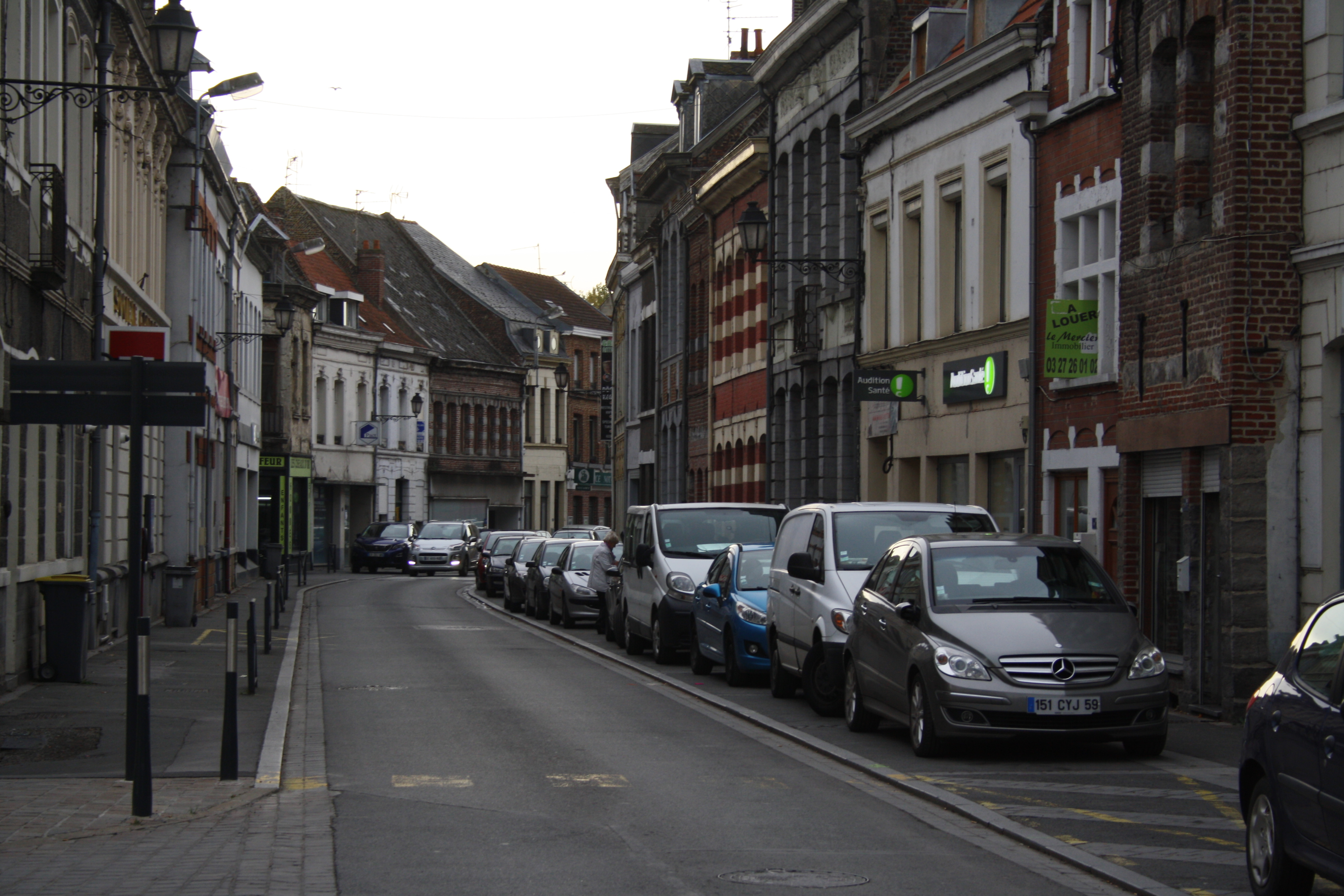
Rue Gambetta, ehemalige Nationalstraße 48

Hauptachse ist die ehemalige Nationalstraße 48 von Valenciennes zur belgischen Grenze, die 1973 zur Départementsstraße 935 bzw. 935A abgestuft wurde. Wenige Kilometer östlich der Stadt verläuft die Autobahn A 2 mit zwei Anschlussstellen.
Der Escaut und die bei Condé mündende Haine wurden seit alters her für den Warenverkehr genutzt, an beiden Flüssen existierte jeweils ein Hafen. Aufgrund des Höhenunterschieds der Gewässer musste in der Relation Escaut–Haine in Condé entladen werden. Die Schiffe passierten leer die problematische Stelle am Zusammenfluss und erhielten anschließend ihre über Land beförderte Fracht zurück. Napoleon Bonaparte ließ Anfang des 19. Jahrhunderts die Haine kanalisieren, die 1818 eröffnete Wasserstraße sollte den Transport von in der Region Mons abgebauter Kohle erleichtern. Condé erlebte dank seines neuen Hafens einen Aufschwung von Handel und Gewerbe.
Am 1. Juni 1874 wurde der Abschnitt Anzin–Vieux-Condé des Chemin de fer d’Anzin, der Eisenbahnstrecke von Somain in den belgischen Grenzort Péruwelz, eröffnet, womit Condé-sur-l’Escaut einen Bahnanschluss erhielt. Betrieben wurde die Bahn bis 1946 von der Bergwerksgesellschaft Compagnie des mines d’Anzin, nach deren Verstaatlichung ab jenem Jahr von Charbonnages de France. 1963 wurde der Personenverkehr eingestellt. Nachdem Ende 1988 die in Condé ansässige Schachtanlage Ledoux geschlossen worden war, endete im Jahr darauf auch der Güterverkehr. Die Eisenbahnbrücke Pont du Moulin über den Escaut wird heute von der Straßenbahn genutzt.
Seit dem 24. Februar 2014 verkehrt nach und in Condé die Linie T2 der Straßenbahn Valenciennes.

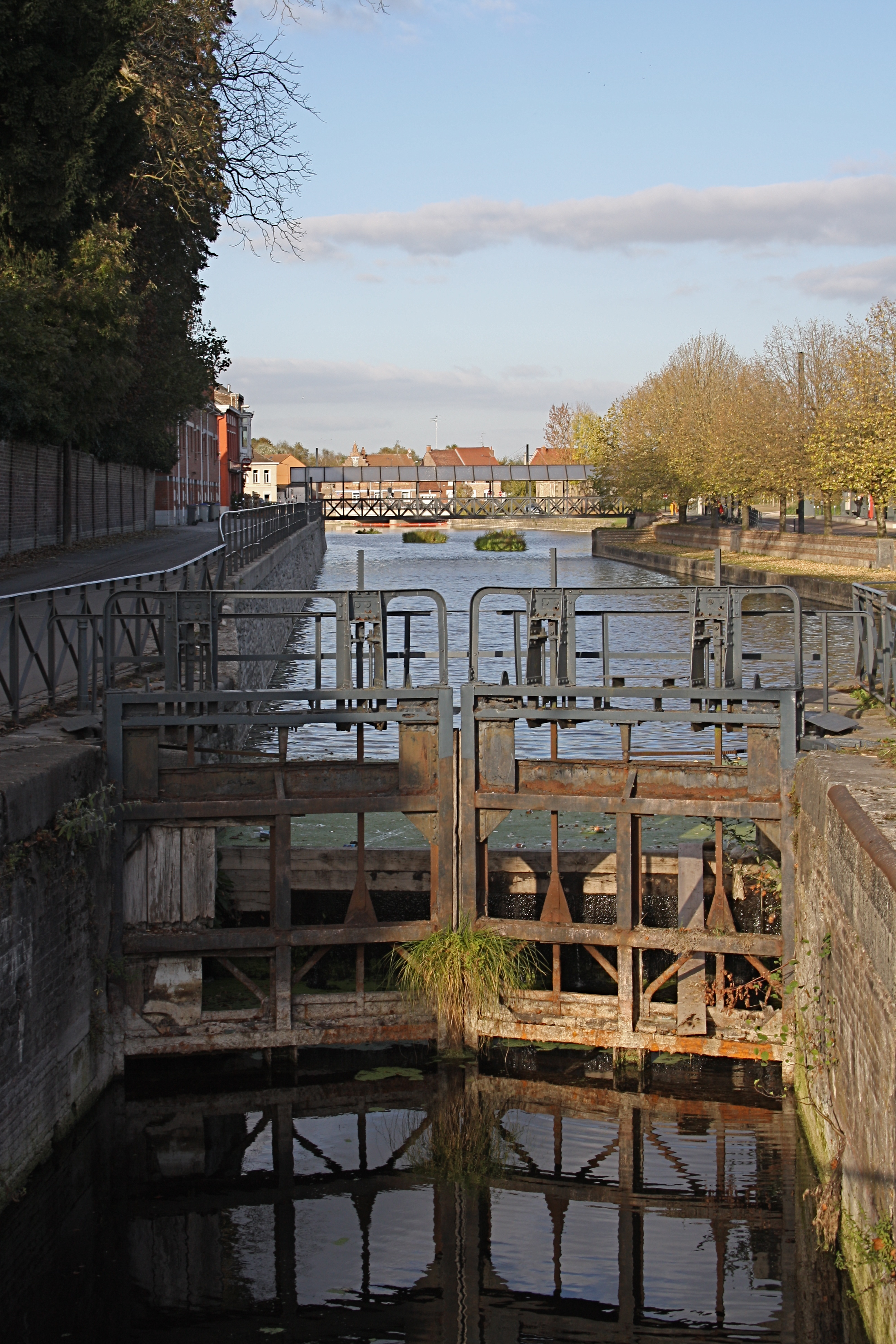
Schleuse und Hafen
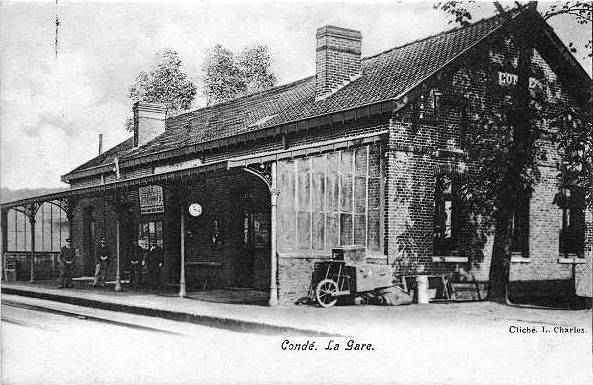
Bahnhof Condé um 1950
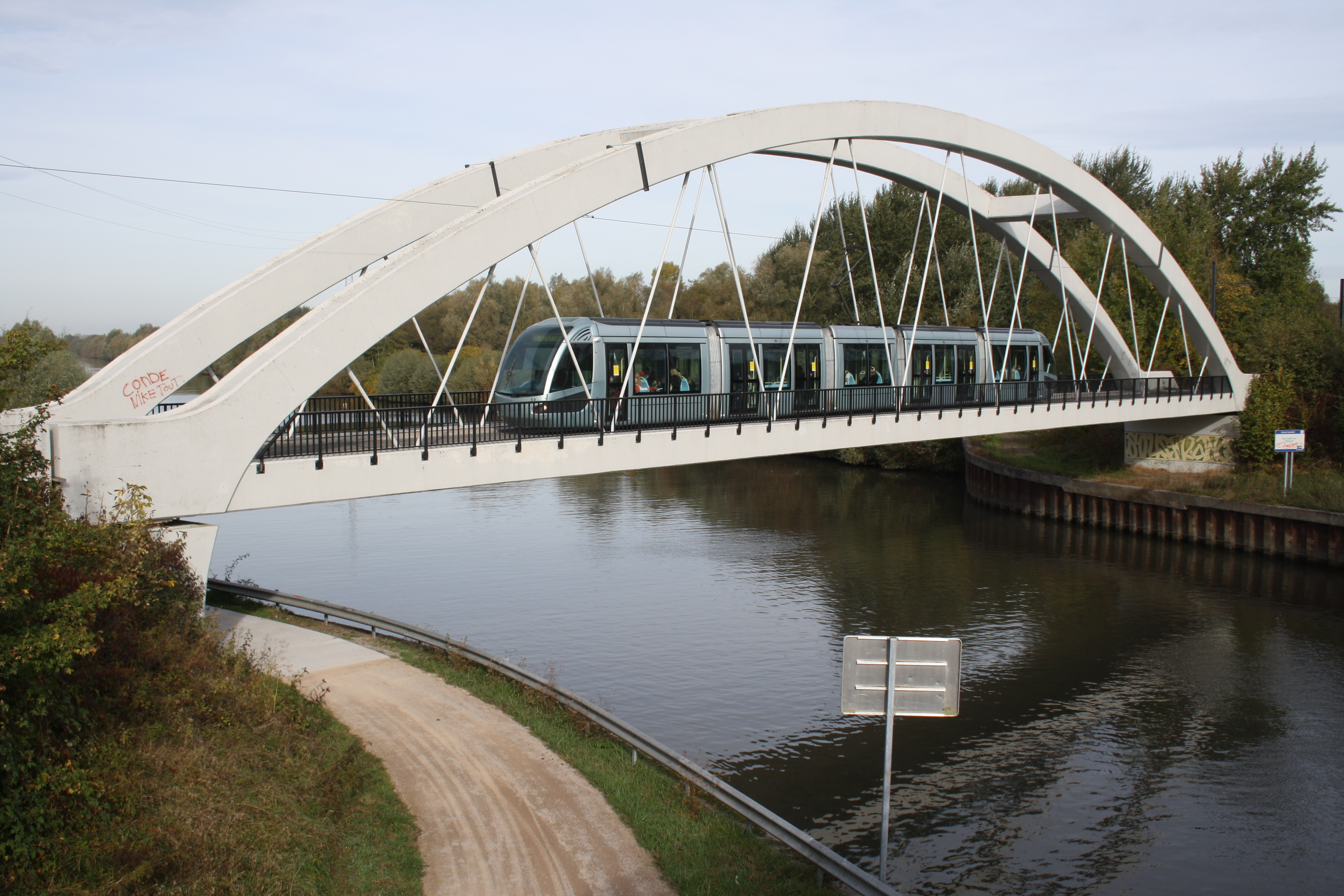
Pont du Moulin über den Escaut
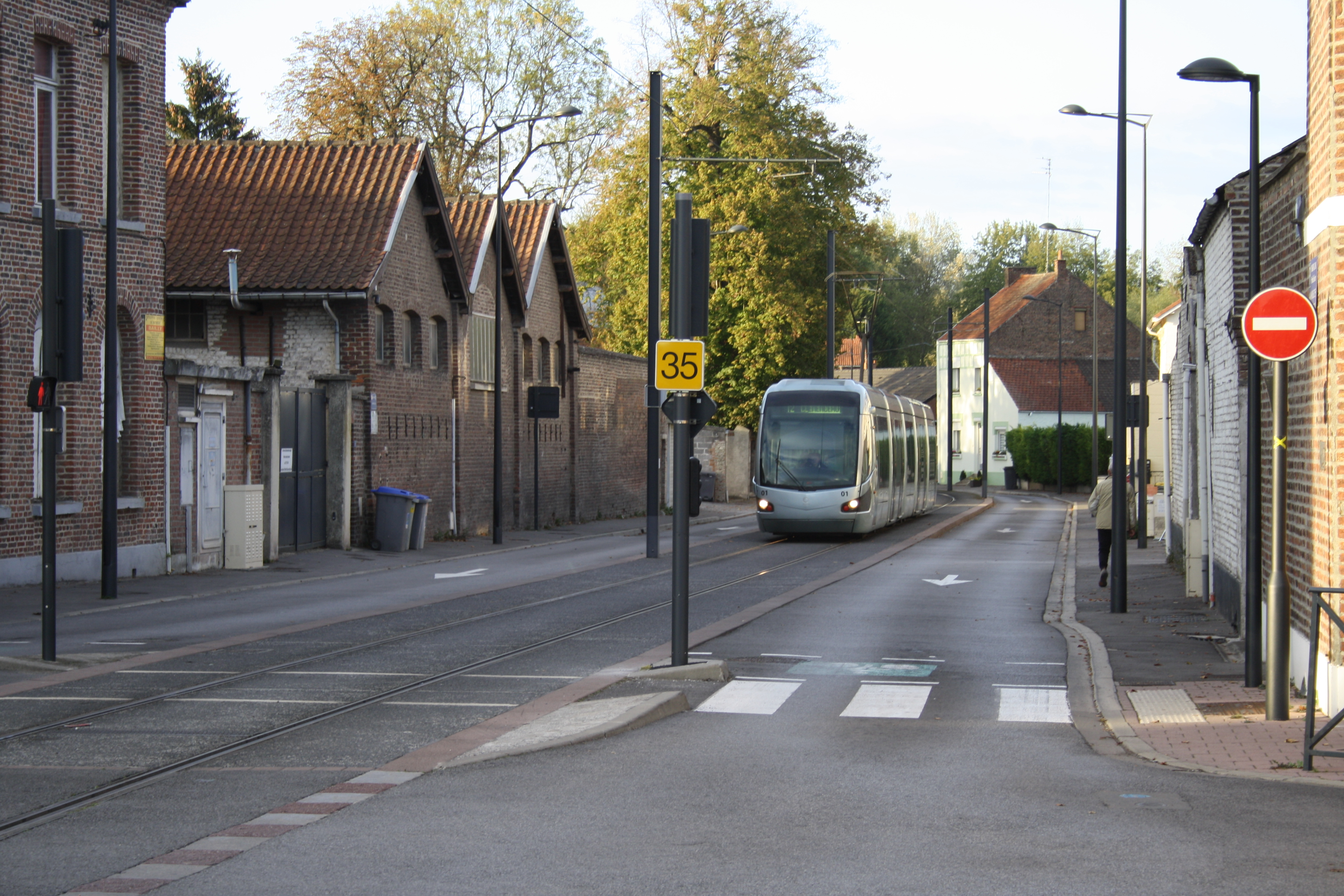
Straßenbahn am Rand der Innenstadt

## Städtepartnerschaften
- Ay (Frankreich)
- Bátaszék (Ungarn)
- Besigheim (Deutschland)
- Newton Abbot (England)
- Quaregnon (Belgien)

## Persönlichkeiten

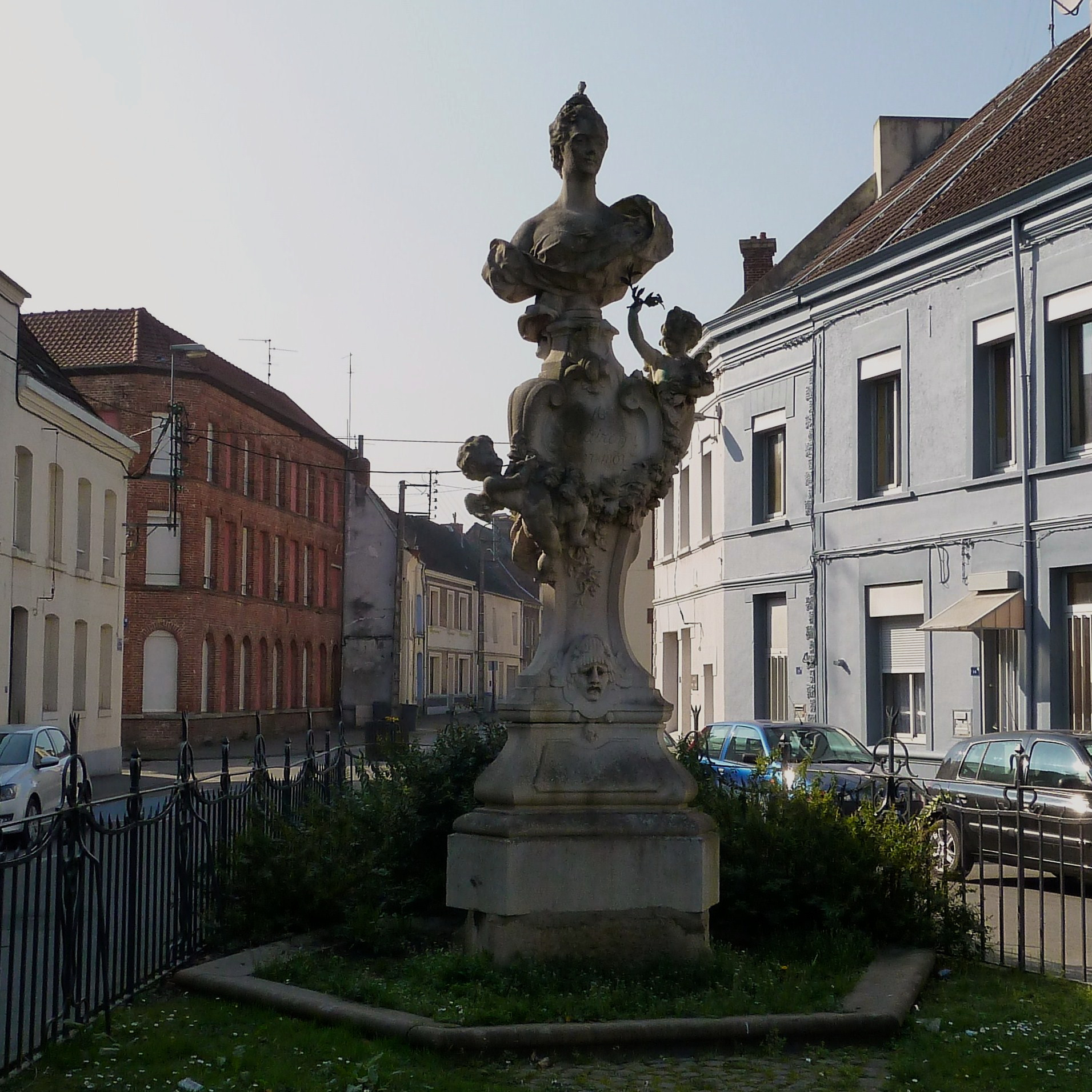
Denkmal Mademoiselle Clairons

- Josquin Desprez († 1521 in Condé), franko-flämischer Komponist und Sänger
- Emmanuel Herzog von Croÿ (1718–1784), Reichsfürst und Marschall von Frankreich
- Mademoiselle Clairon (1723–1803), französische Schauspielerin
- Adrien Bourgogne (1785–1867), französischer Sergeant der Koalitionskriege
- Rachel Legrain-Trapani (* 1988), Miss Frankreich 2007
- Claire Vautier (* 1999), Handballspielerin